# كريستوفر كين (ممثل)
كريستوفر كين (بالإنجليزية: Christopher Cain)‏ هو مغني ومنتج أفلام وكاتب سيناريو ومخرج وممثل أمريكي، ولد في 29 أكتوبر 1943 في سو فولز في الولايات المتحدة.

## أعمال

### أفلام
- (1994) ذا نيكست كاراتيه كيد[3][4]

## وصلات خارجية
- كريستوفر كاين على موقع IMDb (الإنجليزية)
- كريستوفر كاين على موقع ألو سيني (الفرنسية)
- كريستوفر كاين على موقع أول موفي (الإنجليزية)
- كريستوفر كاين على موقع قاعدة بيانات الأفلام السويدية (السويدية)
- كريستوفر كاين على موقع قاعدة بيانات الفيلم (الإنجليزية)
- كريستوفر كاين على موقع كينوبويسك (الروسية)